# Varna (Schiff, 1951)
Die Varna (bulgarisch Варна) war ein 1951 gebautes Kreuzfahrtschiff, das bis 1967 als Ocean Monarch unter britischer Flagge, bis 1977 unter bulgarischer und bis zum Untergang 1981 mit verschiedenen Namen unter griechischer Flagge im Einsatz war.

## Bau und technische Daten
Das Schiff wurde auf Bestellung der Reederei Furness, Withy & Co. bei der Werft Vickers-Armstrongs in Newcastle unter der Baunummer 119 auf Kiel gelegt. Beim Stapellauf am 27. Juli 1950 erhielt es den Namen Ocean Monarch und war nach dem Zweiten Weltkrieg das erste speziell für den amerikanischen Markt konzipierte Kreuzfahrtschiff der Reederei. Das Schiff war 157,3 Meter lang, 22,0 Meter breit und hatte einen Tiefgang von 7,3 Metern. Dabei war es mit 13.654 BRT bzw. 7135 NRT vermessen. Zwei Parsons-Getriebeturbinen von Vickers-Armstrongs erzeugten 11.500 PS und ermöglichte über zwei Schrauben eine Geschwindigkeit von 18,0 Knoten. Die Besatzung bestand aus ca. 250 Mann und das Schiff war für 414 Passagiere der Ersten Klasse ausgelegt.

## Geschichte

### BritischeOcean Monarch
Am 18. April 1951 startete die Ocean Monarch zu ihrer Jungfernreise von London nach New York, wo Furness, Withy & Co. sie dauerhaft stationierte. Dort begann am 3. Mai 1951 ihre erste Fahrt zu den Bermudas. In den nächsten 15 Jahren verkehrte sie regelmäßig auf der Route zwischen dem Häfen dieser beiden Orte. Neben der Kreuzfahrt mit den Passagieren hatte sie zusätzlich die Aufgabe, die Bermudas mit frischem Trinkwasser zu versorgen. 1966 nahm die Reederei die Ocean Monarch aus dem Dienst und ließ das Schiff am 22. September im River Fal in Cornwall auflegen.

### BulgarischeVarna
Zur Erwirtschaftung westlicher Devisen suchte das bulgarische Unternehmen Balkanturist aus Warna 1967 nach einem Einstieg in das Kreuzfahrtgeschäft. Nach dem Ankauf der Nessebar wurde es auf der Suche nach einem weiteren geeigneten Passagierschiff bei der aufgelegten Ocean Monarch fündig. Sie wurde an die Reederei Navigation Maritime Bulgare verkauft und von der Balkanturist betrieben. Die Neuerwerbung erhielt den Namen Varna nach der gleichnamigen Stadt Warna. Am 10. August 1967 hisste die Besatzung noch in Falmouth die bulgarische Flagge auf dem Schiff, das das größte Passagierschiff in der Geschichte Bulgariens war. Balkanturist und Reederei setzten die Varna zunächst von Montreal für Kreuzfahrten ein. Das Schiff schrieb bulgarische Schifffahrtsgeschichte, als die Varna 1968 und 1969 im Vollcharter für den deutschen Reiseveranstalter Touropa im Einsatz war und in dieser Zeit u. a. vor dem Nordkap und Spitzbergen ankerte und damit als erstes bulgarisches Schiff den 80. Breitengrad und die Packeisgrenze erreichte. Haupteinsatzgebiet des Kreuzfahrtschiffes jedoch waren Schwarzes Meer und Mittelmeer. Nach mehreren Havarien (Alexandria, Izmir) 1969 erreichte TSS „Varna“ im Rahmen einer Schwarzmeer-Kreuzfahrt im September 1969 ihren Heimathafen Warna mit einem irreparablen Turbinenschaden, woraufhin die Kreuzfahrt abgebrochen werden musste. Der Chartervertrag wurde seitens Touropa fristlos gekündigt.  1970 wurde die Varna in Perama aufgelegt, 1973 von Sovereign Cruises für zwei Reisen gechartert und 1977 an diese verkauft.

### Letzte Jahre unter griechischer Flagge
Der neue Besitzer gab dem Schiff im gleichen Jahr den Namen Venus, verkaufte das Schiff bereits 1979 weiter an Dolphin Shipping aus Piräus, die es in Riviera umbenannte. Im gleichen Jahr ging das Schiff für einen Umbau in die Werft und erhielt den Namen Reina del Mar. Kurz vor der Aufnahme des Kreuzfahrtbetriebes brach am 28. Mai 1981 beim Probebetrieb der Hauptmaschine ein Feuer aus. Das Schiff wurde aus Ambelakia geschleppt, lief auf der Insel Salamina auf Grund und wurde wieder freigeschleppt. Schließlich kenterte das Schiff und sank am 1. Juni 1981 südlich von Kynosura.